# 富士航空電子
富士航空電子株式会社（ふじこうくうでんし、英: JAE Fuji, Ltd.）は、山梨県上野原市に本社を置く電子部品メーカーである。日本航空電子工業株式会社のグループ会社として、精密プレス金型、プラスチック金型、組立設備の設計・製作を行っている。

## 概要
1988年6月に、株式会社富士工業から社名を変更し、富士航空電子株式会社として設立された。同年、本社機構を山梨県上野原市に移転し、精密金型の設計・製作を中心とした事業を展開している。2007年には、東京都昭島市に昭島工場を設立し、金型の設計・組立を行う２工場体制を確立した。

## 沿革
- 1957年4月 - 山梨県上野原町に資本金400万円で株式会社富士工業を設立
- 1965年5月 - 本社工場を上野原町内へ移転
- 1973年2月 - 山形県新庄市に山形工場を設立
- 1975年9月 - 日本航空電子工業株式会社が筆頭株主となる
- 1982年6月 - 資本金2億円に増資
- 1988年6月 - 社名を富士航空電子株式会社に変更、本社機構を上野原市に移転
- 1993年9月 - 上野原工業団地に用地を取得
- 1994年12月 - ISO9002認証取得
- 1995年10月 - 新工場建築着工
- 1996年4月 - 新工場完成
- 1996年5月 - 新工場本格稼動
- 1997年3月 - 資本金3億円に増資
- 1997年12月 - ISO9002金型事業で再取得
- 2000年2月 - ISO14001認証取得
- 2003年3月 - ISO9001:2000認証取得
- 2007年10月 - 日本航空電子工業株式会社昭島事業所内に昭島工場を設立
- 2010年3月 - ISO9001:2008認証取得
- 2018年2月 - ISO9001:2015認証取得
- 2018年3月 - ISO14001:2015取得

## 事業内容
コネクタ用部品製作に使用される精密プレス金型・プラスチック金型の設計・製作・組立

## 所在地
- 本社：〒409-0112 山梨県上野原市上野原8154-35
- 昭島工場：〒196-8555 東京都昭島市武蔵野3-1-1 日本航空電子工業株式会社 昭島事業所内